# Bucerotiformes
Els bucerotiformes (Bucerotiformes) són un ordre d'ocells. que va aparèixer en la classificació de Sibley & Monroe, incloent unes aus que fins eixe moment havien estat incloses als coraciformes (Coraciiformes). Es tractava dels calaus de la família dels buceròtids (Bucerotidae), que en la nova classificació apareixia escindida en dues famílies: els buceròtids (Bucerotidae) i el bucòrvids (Bucorvidae). En la classificació del Congrés Ornitològic Internacional (versió 2.2, 2009) a més s'afegeixen a l'ordre Bucerotiformes les famílies dels upúpids (Upupidae) i fenicúlids (Phoeniculidae), sumant en total 73 espècies.

## Sistemàtica
Segons la classificació del COI, l'ordre dels Bucerotiformes està format per quatre famílies.
- Família dels buceròtids (Bucerotidae), amb 13 gèneres i 59 espècies.
- Família dels bucòrvids (Bucorvidae), amb un gènere i dues espècies.
- Família dels fenicúlids (Phoeniculidae), amb dos gèneres i 9 espècies.
- Família dels upúpids (Upupidae), amb un gènere i tres espècies.